# Discos en català publicats el 2009
Aquestos són els discos i treballs musicals en català publicats al llarg de l'any 2009, classificats per ordre alfabètic.
| Disc                                 | Grup o cantant                                 | Discogràfica       | Comentari                                                                 |
| ------------------------------------ | ---------------------------------------------- | ------------------ | ------------------------------------------------------------------------- |
| A cada passa                         | At Versaris                                    | Propaganda pel Fet | Publicat al mes de juny de 2009                                           |
| Anatomia de la relativitat           | Pep Sala                                       |                    | Presentat el 12 de desembre de 2009 a Barcelona, dins la gira Circ global |
| Deterratenterrat                     | Gerard Quintana                                | Música Global      | Presentat el 27 de novembre de 2009 a Salt                                |
| Eufòria 5 - Esperança 0              | Mazoni                                         |                    | Presentat l'1 de febrer de 2009                                           |
| Extraterrestres                      | Strombers                                      |                    | Presentat el 15 de març de 2009 a Salt                                    |
| Històries desencantades              | Xazzar                                         | Kasba Music        | Presentat el 7 de març de 2009 a Igualada                                 |
| Manifesta't                          | Skafam                                         |                    | Presentat el 27 de febrer de 2009 a Granollers                            |
| Més raons de pes: Tribut a Umpah-Pah | Diversos Autors                                | Música Global      | Disc homenatge a la banda Umpah-Pah                                       |
| Obri la llauna                       | Aspencat                                       |                    | Presentat a Calp el 29 de maig de 2009                                    |
| Miquel Gil i Manel Camp Trio         | Miquel Gil i Manel Camp Trio, amb David Pastor | Temps Record       | Presentat al Mercat de Música Viva de Vic de 2009                         |
| Som                                  | Vídres a la Sang                               | Xtreem Music       |                                                                           |
| Te'n cantaré més de mil              | Pep Gimeno Botifarra                           | Temps Records      |                                                                           |
| Versos i Acords                      | Narcís Perich                                  | Picap              |                                                                           |
| Via mandarina                        | La Pegatina                                    | Kasba Music        | Presentat el 23 de febrer de 2009                                         |